# Mohamed Darwish
Mohamed Darwish –en árabe, محمد درويش– (nacido el 29 de enero de 1988) es un deportista egipcio que compitió en judo. Ganó dos medallas en el Campeonato Africano de Judo en los años 2012 y 2013.

## Palmarés internacional
| Campeonato Africano | Campeonato Africano | Campeonato Africano | Campeonato Africano |
| Año                 | Lugar               | Medalla             | Categoría           |
| ------------------- | ------------------- | ------------------- | ------------------- |
| 2012                | Agadir (Marruecos)  | Medalla de bronce   | –81 kg              |
| 2013                | Maputo (Mozambique) | Medalla de plata    | –90 kg              |